# Bông thủy tinh

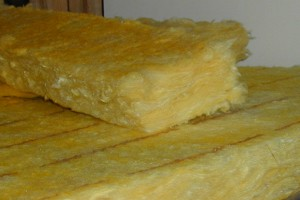
Bông thủy tinh cách nhiệt

Bông thủy tinh là vật liệu cách nhiệt được làm từ sợi thủy tinh được sắp xếp bằng cách sử dụng chất kết dính thành một kết cấu tương tự như len.
Bông thủy tinh được sản xuất ở dạng cuộn hoặc dạng tấm, với tính chất nhiệt và cơ học khác nhau. Vật liệu này cũng có thể được sản xuất như là một nguyên liệu có thể được phun hoặc áp dụng tại chỗ trên bề mặt mong muốn.
Phương pháp hiện đại để sản xuất bông thủy tinh được phát minh bởi Games Slayter khi ông đang làm việc tại Owens-Illinois Glass Co (Toledo, Ohio). Lần đầu tiên ông nộp đơn xin cấp bằng sáng chế cho một quy trình mới để sản xuất bông thủy tinh vào năm 1933.

## Nguyên lý hoạt động
Chất khí có đặc tính dẫn nhiệt kém hơn so với chất lỏng và chất rắn và do đó sẽ tạo ra được vật liệu cách nhiệt tốt nếu chúng có thể giữ lại chất khí trong vật liệu sao cho phần lớn nhiệt truyền qua vật liệu buộc phải truyền qua chất khí.